# Рыжая земляная белка
Рыжая земляная белка (Xerus rutilus) — вид грызунов (отряд Rodentia) в семействе Sciuridae. Это единственный представитель рода Xerus, у которого нет полосы. Он встречается в Джибути, Эритреи, Эфиопии, Кении, Сомали, Судане, Танзании и Уганде. Его биотопы — сухая саванна и субтропические или тропические сухие кустарниковые заросли.

## Описание
Длина тела этого вида  от 26,1 до 23,7 см, длина хвоста — 14,5—20,5 см. Вес от 135 до 440 г. Стопа 50—60 мм, длина уха от 12 до 17 мм. Это земляная белка среднего размера с грубой, короткой шерстью на спине. Цвет спины может варьировать от бледного бежевого до желтовато-коричневого и насыщенного красновато-коричневого, со светлыми и чёрными пестринками (рябью). Шерсть на спине короткая, длиной от пяти до шести миллиметров, у основания волосы  тёмно-рыже-коричневые, а их кончики песочного или чёрного цвета. Животные в более засушливых районах обычно светлее и бледнее, чем в более влажных районах. На боках нет светлой боковой полосы, что отличает его от многих других видов триба Xerini (полосы на боках характерны для всех африканских родов Atlantoxerus, Euxerus, Geosciurus, но она отсутствует у обитающего в Азии тонкопалого суслика (Spermophilopsis)). Цвет шерсти на брюхе от белого до беловато-желтого  и светлее спинного меха, брюхо лишь редко опушено. Вокруг глаз заметно светлое кольцо, уши маленькие. Внешние поверхности лап беловатые, но у некоторых особей могут быть красновато-коричневыми. Хвост достигает длины, которая соответствует примерно 85% длины тела. Волосы хвоста около 40 миллиметров в длину, полосатые, белые у основания, черновато-коричневые в средней части и красновато-коричневые или белые на кончике У самок два парных соска (0+0+1+1=4).
Кариотип состоит из диплоидного хромосомного набора  2n = 38 хромосом.
Общая длина черепа от 47,1 до 53,7 мм и ширина от 27,0 до 32,3 мм.
Зубная формула рыжей земляной белки — 1.0.2.31.0.1.3. Как и у всех грызунов, у этого вида после резцов перед премолярами следует обширный промежуток (диастема). Зубы на нижней челюсти соответствуют зубам на верхней челюсти, но только с одним премоляром. Всего у животных 22 зуба. Костное небо заканчивается задолго до переднего края последних моляров.
У Xerus rutilus отсутствует какой-либо значительный половой диморфизм.
Рыжую земляную белку можно спутать с полосатой земляной белкой (Euxerus erythropus), обитающей с ней симпатрично в западных частях её ареала. Однако она значительно больше и имеет заметные полосы по бокам. В зубном ряду некоторых особей этого вида может присутствовать дополнительный премоляр.

## Ареал и места обитания
Рыжая земляная белка обитает в засушливых районах Восточной Африки. Ареал простирается от северо-востока Танзании и Уганды через Кению и Эфиопию (вероятно, включая Сомали) к востоку от рифтовой долины на север до Южного Судана и Судана. Её естественные места обитания включают сухую (засушливую) саванну и  сухие заросли кустарников в субтропической или тропической зонах. В северо-восточной Африке она часто обитает совместно со сходным видов, полосатой земляной белкой (Euxerus erythropus). X. rutilus копает или занимает чужие норы в более ксерофитных местах обитания.

## Oбраз жизни
На территории своего ареала рыжая земляная белка обитает в полупустынях и саваннах, для которых характерны колючие кустарники и травы. В некоторых частях Кении в районе озера Туркана вид обитает в зарослях сальвадоры персидской (Salvadora persica). Этот вид также может очень хорошо жить в измененных человеком местах обитания и встречается на сельскохозяйственных землях.
Животные ведут дневной  наземный образ жизни, покидая свои норы рано утром и прогреваются на солнце в течение примерно 30 минут сразу после выхода. Их корм состоит из семян  (Commiphora и Acacia), листьев, цветов и мягких плодов, в особенности плоды баобаба. Насекомые также идут в пищу. Семена и части растений составляют не менее 50% содержимого желудка. Животные создают несколько запасов корма, где они запасают семена и другие корма. Исследования покали, что X. rutilus не подвержены влиянию ядовитых дубильных веществ и в некоторой степени поедает продукты, содержащие щавелевую кислоту. Х. rutilus , как было показано, обладает уникальной эффективностью в отношении фуражировки. Эта способность не снижается в самых разных средах, в том числе в условиях скудного или умеренного питания.
Рыжие земляные белки обычно встречаются поодиночке или небольшими семейными группами, состоящими из матери и нескольких детенышей. Взрослые самцы могут посещать одну или нескольких самок. В норе может жить одновременно от одной до шести особей. Животные избегают друг друга у источников пищи, и, как правило, самцы ведут себя по отношению к самкам доминантно или агрессивно. 'X. rutilus демонстрируют доминирование с помощью вокализации, демонстрации хвоста и физических выпадов.
В леом, общение происходит с помощью различных звуков, в том числе предупреждающего звука, используемого самками и детенышами при приближении самца. Подземные норы отделены друг от друга и обычно находятся под кустами, а входы замаскированы стволами кустарников. Часто норы строятся в термитниках. В норе, как правило,  от двух до шести входов. Помимо собственных нор, животные иногда используют норы других животных, иногда совместно с полосатой земляной белкой (Euxerus erythropus). Они живут в норах с одной или двумя взрослыми особями с перекрывающимися жилыми участками. В случае опасности рыжая земляная белка может в целях безопасности нырнуть в чужую нору. Неполосатые суслики позволяют белкам-нерезидентам проникать в свои норы, в том числе и другим видам (X. erythropus). Они проводят большую часть своего бодрствования часов вне своих нор, но используют их для сна и укрытия от непогоды. Они довольно много передвигаются в течение дня, но остаются оседлыми.
Индивидуальные участки самцов значительно больше, около 7 га, чем у самок, которые обычно занимают около 1,4 га. Индивидуальные участки сильно перекрываются друг с другом, в том числе и индивидуальные участки у животных одного пола. Агрессивного территориального поведения у этого вида нет, но существует чёткая иерархия доминирования между животными в местах перекрывания участков.
Рыжая земляная белка  обычно обитают в жарких засушливых условиях и компенсируют это поведенческой терморегуляцией. Животные очень хорошо приспособлены к высоким температурам и ищут тень от скал или растений, чтобы избежать прямых солнечных лучей. Они также прижимаются своим слабо оволосенном брюшком к прохладной земле, чтобы охладиться. После периодов кормления в жарких местах они уходят в тень и ложатся на затененную землю, чтобы охладиться.
Брачный период сусликов длится в течение всего года. Брачное поведение животных начинается с приближения самцов к самкам, при этом самцы распушают хвосты и несут их над головой. Самки обычно отходят назад, тихонько крича, ударяя хвостом о землю и прижимая к земле анальную область. Когда самец приближается, самка ложится и переворачивается на бок, позволяя самцу обнюхать область её гениталий. Самец садится верхом, а затем спаривается с самкой. Самки рожают детенышей в выводковом гнезде в подземной камере. В выводке от одного до двух детенышей. Обычно выводковые гнезда располагаются в норах на периферии индивидуального участка самки. После того, как детеныши покидают нору матери, самка переходит в другую нору в центре своего участка. Продолжительность жизни животных в дикой природе не известна, в неволе один самец прожил более 6 лет.
Информации о потенциальных хищниках нет, но на рыжих земляных белках зарегистрированы блохи Synosternus somalicus и клещи Haemaphysalis calarata  и  эндопаразит Catenotaenia geosciuri.

## Систематика
Первое научное описание рыжей земляной белки было проведено немецким зоологом Филиппом Якобом Кречмаром в 1828 году, описавшим этот вид как Sciurus rutilus на основе особей из восточной Абиссинии. Вероятно, они прибыли из региона Массауа на территории современной Эритреи.

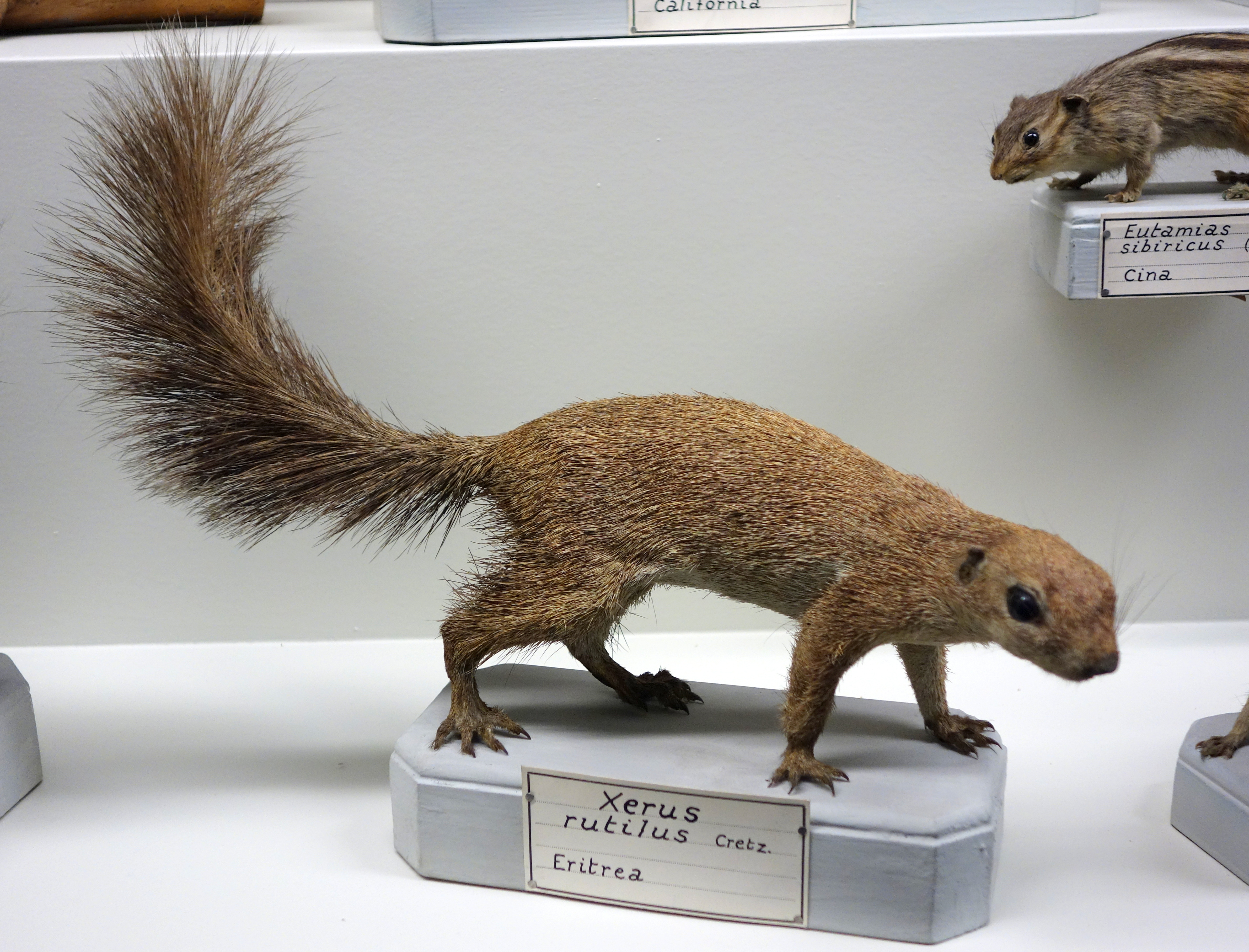
Музейный экземпляр белки в Museo Civico di Storia Naturale Giacomo Doria в Генуе, Италия

Внутри вида выделяют восемь подвидов вместе с номинальной формой:
- Xerus rutilus rutilus: номинальная форма; Подвид встречается в районе Массауа в Эритреи до восточного Судана и северной Эфиопии.
- Xerus rutilus dabagala: этот подвид обитает в северной части Сомали и характеризуется желтоватым участком меха на спине.
- «Xerus rutilus dorsalis»: форма встречается от западной Кении до восточной Уганды и южного Судана. У них тёмная голова, светло-жёлтый отлив на боках и белого цвета шерсть на брюшке и лапах.
- Xerus rutilus intensus: подвид, обитающий в Эфиопии, отличается от Xerus rutilus dabagala отсутствием жёлтой области на спине.
- Xerus rutilus massaicus: этот подвид обитает в бассейне Олоргесайли к северу от Магади в Кении. Окраска подвида бело-желтовато-розовая с чёрной рябью, бока тела лишены черных пятен и рыжевато-розовые. Брюхо желтовато-белое с более светлой окраской на подбородке, шее и нижних сторонах тела. Рыжий оттенок бледнее, чем у Xerus rutilus rufifrons.
- Xerus rutilus rufifrons: подвид встречается на севере Эвасо-Нгиро в Кении. Окраска отчетливо рыжеватая, особенно на морде и на голове, мех на спине желтоватый.
- Xerus rutilus saturatus: подвид встречается на юго-востоке Кении и северо-востоке Танзании. Ноги рыжевато-коричневые, а хвост нечетко обведен рыжим.
- Xerus rutilus stephanicus: подвид обитает в Эфиопии, Сомали и северо-восточном колене. Форма бледно-желтого и розового цвета с рыжевато-коричневой макушкой. Для него типична светло-чёрная рябь.

## Численность, угрозы и охрана
Международный союз охраны природы и природных ресурсов (МСОП) причислил суслика к видам, вызывающим наименьшее беспокойство. Это связано со сравнительно большой площадью ареала, предполагаемой высокой численностью популяций  в их типичных местах обитания, в том числе на нескольких охраняемых территориях, и хорошей приспособляемостью к изменениям условий существования. Известных рисков исчезновения для этого вида нет.